# Маргарет Фредкулла
Маргарет Фредкулла (Дева Мира) (Маргарета или Маргрете; швед. Margareta Fredkulla, норв. Margret Fredskolla, дат. Margrete Fredkulla; около 1080 — не ранее 4 ноября 1117 и не позднее 4 ноября 1130) — шведская принцесса, королева консорт Норвегии во время брака с королём Норвегии Магнусом III и королева-консорт Дании во время брака с королём Дании Нильсом. Была де-факто регентом Дании.

## Биография
Маргарет была дочерью короля Швеции Инге I и его жены, королевы Хелены. Точный год её рождения неизвестен.

### Королева Норвегии
В 1101 году она вышла замуж за короля Норвегии Магнуса. Брак был заключён в рамках мирного договора между Швецией и Норвегией. Её часто называли Маргарет Фредкулла, что означает «Маргарет Дева Мира». Её приданое состояло из больших ленов и территорий Швеции. В 1103 году она овдовела после двух лет брака и вскоре покинула Норвегию. Брак был бездетным. Ее отъезд из Норвегии был воспринят как оскорбление норвежцев, которые ожидали, что она останется. Её обвинили в краже мощей святого Олава.

### Королева Дании
В 1105 году она вышла замуж за короля Дании Нильса, который был избран королём в 1104 году. Он описывается как пассивный монарх, которому не хватало способностей управлять и который предоставил своей королеве заниматься делами государства. С его благословения Маргарет правила Данией. Она описывается как мудрый правитель, и пока она была королевой отношения между Данией и её родной Швецией была очень мирными. Она чеканила свои собственные монеты, что является уникальным явлением для королевы-консорта того времени. На датских монетах, отчеканенных в тот период, была надпись: Margareta-Nicalas (Маргарет-Нильс).
Её отец король Инге Старший умер в 1110 году, и ему наследовали его племянники. Так как её старшая сестра Христина жила на Руси, которая находилась слишком далеко от Швеции, наследство их отца было разделено только между Маргарет и ей младшей сестрой Катариной. Известно, что Маргарет поделилась наследством со своими племянницами Ингрид, королевой Норвегии и Ингеборгой, отдав каждой одну четверть.
В 1114 году Маргарет получила письмо от Теобальда из Этампеса, в котором он поблагодарил её за щедрость по отношению к церкви в Кане.

### Смерть
После её смерти в 1130 году король Нильс женился на вдовствующий королеве Швеции Ульфхильде. Владения Маргарет в Швеции стали основной поддержкой для её сына Магнуса, когда он с их помощью взошёл на трон Швеции. Когда двоюродный брат Маргарет король Инге Младший умер, Магнус занял престол Швеции как старший внук короля Инге Старшего и правил под именем Магнусом I.

## Дети
У Маргарет и короля Нильса было двое детей:
- Инге Нильсен (умер в детстве)
- Магнус (родился около 1106 года)